# Brussels International Film Festival
Het Brussels International Film Festival (BRIFF) (vroeger: het Europees Filmfestival van Brussel en Brussels Film Festival) is een jaarlijks filmfestival dat sinds 2002 ode brengt aan de Europese film in Flagey.
Het festival werd opgericht in 1974 onder de naam Internationaal Filmfestival van Brussel. In 1974 doopte Dominique Janne, producer bij K2, het om tot Festival du film européen de Bruxelles (FFFB). Nu leidt Ivan Coribisier het festival onder de naam Brussels Film Festival.
Het festival reikt in haar officiële competitie prijzen uit aan Europese langspeelfilms. De hoofdprijs van het festival is de Grand Prix in verschillende competities.

## Competities
- Internationale competitie
- Directors' week competitie
- Nationale competitie